# Víctor Moll
Victor Osvaldo Moll (n. 1940 Córdoba murió en 2018) es un actor argentino que realizó importantes trabajos en el teatro de Córdoba. También incursionó en producciones cinematográficas a nivel nacional.

## Vida personal
Cursó estudios superiores en inglés e incursionó en el teatro Independiente en los comienzos de los años 60. Confesó ser autodidacta en su formación actoral, y se lanz´al teatro infantil en los vertijinosos años sesenta. En Buenos Aires con el auge del café concert estrena junto a jóvenes actores " Buenos Aires...perejil de toda salsa" junto a Esteban Mellino, Monica Rolla y Jorge Pinus, dirigidos por este último. Consolidándose en el género cafe concert , después del golpe de Estado en Chile en 1973 comienza su periplo con éxito, por la escena actoral para mayores.

## Trayectoria
En teatro logra destacarse en la obra "Remedio para melancólicos" de Ray Bradbury, estelarizado por Milagros de la Vega.
Tras afincarse en la ciudad de Buenos Aires y formar el grupo Trashumante junto a Esteban Mellino y Jorge Pinus, viaja a Chile con la obra "Dos viejos pánicos" junto al mencionado grupo.
Actúa en la televisión chilena consagrándose en el canal de televisión dependiente de la Universidad Católica de Chile.
De vuelta a la Argentina, realiza espectáculos de café-concert y se incorpora al grupo de teatro del Instituto Goethe donde también estudia Alemán.
Recibe numerosos premios Trinidad Guevara, otorgados por los S.R.T servicios de radio y televisión dependientes de la Universidad Nacional de Córdoba, por su participación en las obras "La curva", "Los parientes" ,"Las aventuras del Baron de Munchhaussen" y "Mockinpot" obra que realiza también bajo la dirección de Chete Cavagliato para el Goethe , con gira por México y Venezuela.
Su éxito más logrado llegaría en los años 80, con la obra "Vida con mamá" de la escritora venezolana Elisa Lerner, y con dirección de Jorge Pinus.
Esta última obra de rotundo éxito los lleva a presentarse en el festival de Manizales y sería el puntapié inicial para una seguidilla de éxitos tales como "El rey se muere" y "La revolución" de Isaac Chocron.
A finales de los años 80 y en el marco de tareas de investigación realiza "La conquista" con un elenco importante y en el teatro Real de la ciudad de Córdoba.
En los años 90 comienza su actividad cinematográfica de la mano de Jorge Coscia y el film "El general y la fiebre" rodado en Córdoba y protagonizado por Ruben Stella.
Durante los años que siguieron y bajo la dirección del Cordobés Diego Piantoni, filma "Siervos del Pasado", "Peters" y "Francisca y la muerte", y en 1999 con Pablo Torre hace una pequeña participación en el film "La cara del ángel" junto a Enrique Pinti y Mario Pasik.
En 1991 para teatro realiza "La mamá de David" junto a Jorge Pinus, con éxito en Córdoba y en el Paraguay.
En 2001 realiza "Payasos = Payasos".
y en 2003 es nombrado jurado del Instituto Nacional del teatro.
En 2005 realiza diferentes obras en teatro semimontado en los ciclos del periódico "La voz del interior" con enorme repercusión.
El 2007 lo encuentra en su nuevo rol de director de teatro, llevando a cabo el proyecto de una de las obras que más repercusión tuvo "La mamá de David" una versión aggiornada, con la actuación de Jorge Pinus y Fernando Moyano.
Luego de realizar diferentes representaciones de la obra con total éxito durante el 2008, se encuentra preparando su regreso al Café Concert, ya en su rol de Director y nuevamente con la actuación del joven actor Fernando Moyano.
Su pasión por el teatro hizo que estuviera dictando diferentes cursos de actuación como el de la Facultad de arquitectura de la U.N.C.
En el año 2009 fue premiado por su labor actoral de toda una vida, por el gobierno de la Provincia de Córdoba.

## Filmografía
- "Dos Viejos Pánicos" (1970-Tv. Chile)
- Babilonia (1987)
- El general y la fiebre (1990-Jorge Coscia)
- Francisca y la muerte (1996-Diego Piantoni)
- Peter´s (1997- Diego Piantoni)
- La cara del ángel (1998-Pablo Torre)

## Libros
- "Las lunas del teatro" en colaboración con Jorge Pinus. Ed. del Boulevard.

## Director
" La mamá de David" 2008
" Recetas Fáciles para Criar un hijo" 2009
- Datos: Q6165663